# Barry Brown
Barry Brown (1962, Kingston, Jamajka — 29. května 2004, tamtéž) byl jamajský zpěvák reggae. V 70. letech 20. století vystupoval s Bunnym Leem, avšak populární zůstal po celou dobu své kariéry.

## Životopis
Byl zpěvák, který hledal úspěch v 70. letech u hudebního producenta Bunnyho Lee. Krátce po založení skupiny nazvané The Aliens s Rodem Taylorem a Johnym Leem se rozhodl pro sólovou kariéru. Přestože jeho první album, "Girl You're Always On My Mind" nemělo velký úspěch, tak jeho vokální styl se stal populární s jeho prvním hitem z roku 1979 "Step It Up Youthman". Spolupracoval s některými jamajskými producenty, jako Linval Thompson, Niney The Observer, Sugar Minott nebo Coxsone Dodd, kteří byli jedni z nejúspěšnějších umělců éry dancehall. Nahrával pro Studio One. Po vydání jedenácti alb mezi lety 1979 a 1984, se jeho alba stávaly stále více sporadickými.
V 90. letech 20. století se jeho zdraví začalo zhoršovat, trpěl astmatem a měl problémy s omamnými látkami. Zemřel v květnu 2004 v nahrávacím studiu Sone Waves, které se nachází v Kingstonu, po pádu a nárazu hlavy.

## Diskografie
- Step It Up Youthman (1978), Paradise
- Stand Firm (1978), Justice
- Cool Pon Your Corner (1979), Trojan
- Superstar (1979), Striker Lee/Jackpot
- I'm Not So Lucky (1980), Black Roots
- Prince Jammy Presents Barry Brown Showcase (1980), Jammy's/Micron
- Showcase (1980), Third World
- Artist Of The 80's (1980), TR International
- Vibes of Barry Brown (1981), Gorgon
- Far East (1982), Channel One
- Barry (1982), Vista Sounds - reissued as The Best of Barry Brown (1995), JA Classics
- Showdown Vol 1 (1984), Empire/Hitbound - with Little John
- Roots & Culture (1984), Uptempo - with Willi Williams
- Right Now (1984), Time
- More Vibes Of Barry Brown Along With Stama Rank (1986), King Culture - with Stama Rank
- Same Sound (1990)
- Reggae Heights (2003), Mafia & Fluxy

Kompilace
- The Best Of Barry Brown (1984), Culture Press
- Barry Brown, Thompson Sound
- Mr Moneyman (1991), Lagoon
- Barry Brown & Johnny Clarke Sings Roots & Culture (1992), Fatman - with Johnny Clarke
- Love & Protection (1998), Prestige
- Showcase : Midnight Rock At Channel One (1999), Abraham
- Barry Brown Meets Cornell Campbell (2000), Culture Press
- Platinum - the Greatest Hits (2001)
- Roots And Culture (2002), Studio One
- Roots Ina Greenwich Farm (2002), Cactus - with Johnny Clarke
- Steppin Up Dub Wise (2003), Jamaican Recordings
- Rich Man Poor Man (2003), Moll Selekta
- At King Tubbys Studio (2007), Attack